# NGC 4858
NGC 4858 este o astronomical radio source⁠(d) situată în constelația Părul Berenicei. A fost descoperită în 21 aprilie 1865 de către Heinrich Louis d'Arrest.